# 仁科時成
仁科 時成（にしな ときなり、1951年6月2日 - 2020年1月、日付不詳） は、岡山県浅口郡寄島町（現：浅口市）出身の元プロ野球選手（投手）・コーチ。

## 経歴

### プロ入り前
中学時代は岡山県浅口郡下でナンバーワンの投手と言われたが、無名の山陽高校に進学。卒業後は大倉工業に入社するが、直前に行ったトレーニングでバーベルを上げた際に腰痛を発症。1年半はユニフォームを着ることが出来ず、2年目にボールを握れるようになったと同時に投球フォームがオーバースローからサイドスロー、腕が次第に下がっていってアンダースローにチェンジ。
村上義則・宮脇敏など好投手がおり、なかなか大舞台は踏めなかったが、1975年の都市対抗に電電四国の補強選手として出場。1976年の社会人野球日本選手権は1回戦で住友金属鹿島を相手に完投勝利したが、2回戦では新日本製鐵光の児玉克雅と投げ合い、好投するが延長11回裏0-1でサヨナラ負けを喫した。

### 現役時代
1976年のドラフト3位でロッテオリオンズに入団。
1977年は開幕直後から先発として一軍で起用され5勝を挙げる。
1978年から2年連続9勝を挙げ、村田兆治が肘痛でリタイアしていた時期はエースとしても奮投。
1979年には初めて規定投球回（10位、防御率4.00）にも達する。
1980年には握りを少し変えた落ちる球を習得したことも功を奏して17勝8敗を記録、防御率3.19（リーグ3位）の好成績を残す。同年は開幕から絶好調で、開幕第2戦となった4月6日の阪急戦（西宮）に完投してロッテのシーズン初白星を挙げると、自身2試合目の登板で、本拠地開幕戦でもある同12日の日本ハム戦（川崎）に完封、その勢いのまま6月10日の日本ハム戦（宮城）で早くも10勝に到達した。その後は急失速したものの、前期優勝へ向けてのスタートダッシュに貢献し、9月21日の阪急戦（平和台）では7回表にボビー・マルカーノから左前打を浴びたのみで完封した。投球フォームは左太股を高く掲げるワインドアップから上体を極端に屈め、大きなバックスイングで力を溜めてからリリースに至るまで上体を倒しきった姿勢を維持する独特なもの であった。
1981年に福間納とのトレードで阪神から移籍してきた深沢恵雄と共にアンダースローの二本柱として1980年代のオリオンズを支えたが、超低空からリリースされる浮き上がるような速球を武器にした本格派投手の深沢と異なり、時に球速100km/h以下を記録する変化球を駆使し、打者の状態によりリリースのタイミングを微妙にずらしたり、時にはサイドスローで投球して打者を眩惑するといった投球術を武器とする技巧派投手であった。投手としての活躍だけでなく、ほぼ同時期に正捕手だった袴田英利のリードにも影響を与えた。結果として、深沢が阪神時代の低迷から脱する事にも繋がった。
1983年には左肩の打撲もあって下半身を強化して復活を遂げ、8月20日の近鉄戦（川崎）ではコーナーにスライダー、シンカーを決める完璧な投球を展開。9回表2死まで出塁は2失策と敬遠四球のみのノーヒットに抑えていた。次打者仲根政裕との対戦では2ストライクまで追い込み、ファウルチップでゲームセットになるはずだったところ捕手の土肥健二が落球。その後はファウルをもう1本打たれたのちに、シンカーが落ちず、真ん中へ入った99球目を仲根に右前打にされ、ノーヒットノーランを阻止される。
1984年5月29日の近鉄戦（日生）でも9回裏2死のあと1人の場面で平野光泰によってノーヒットノーランを阻まれた。同ケースは過去に19例あるが、2回逃したのは仁科と西口文也だけである。
1986年に通算100勝を達成。
1988年限りで現役を引退。

### 引退後
引退後はロッテの二軍投手コーチ（1989年 - 1990年, 1994年 - 1995年, 2002年）・一軍投手コーチ（1991年 - 1993年, 2001年）・合宿所寮長などを務め、1996年には船橋市内に飲食店「サブマリン」を開店している。
フジテレビONEで2011年12月6日に放送された「プロ野球ここだけの話」第17回「潜航御礼!サブマリンここだけの話」に於いて、松沼博久・山田久志と共に出演した渡辺俊介は、アンダースローの歴代三傑の一人として、杉浦忠・山田と共に仁科の名を挙げており、プロ初年にコーチとして師事を受けた関係で仁科の「左足を掛ける独特の投球フォーム」を真似ようとしたが、とても真似出来なかったとも述べていた。

## 詳細情報

### 年度別投手成績
| 年 度      | 球 団      | 登 板 | 先 発 | 完 投 | 完 封 | 無 四 球 | 勝 利 | 敗 戦 | セ 丨 ブ | ホ 丨 ル ド | 勝 率 | 打 者 | 投 球 回 | 被 安 打 | 被 本 塁 打 | 与 四 球 | 敬 遠 | 与 死 球 | 奪 三 振 | 暴 投 | ボ 丨 ク | 失 点 | 自 責 点 | 防 御 率 | W H I P |
| ---------- | ---------- | ----- | ----- | ----- | ----- | -------- | ----- | ----- | -------- | ----------- | ----- | ----- | -------- | -------- | ----------- | -------- | ----- | -------- | -------- | ----- | -------- | ----- | -------- | -------- | ------- |
| 1977       | ロッテ     | 26    | 8     | 0     | 0     | 0        | 5     | 2     | 1        | --          | .714  | 386   | 91.0     | 100      | 11          | 18       | 2     | 6        | 49       | 0     | 0        | 45    | 43       | 4.25     | 1.30    |
| 1978       | ロッテ     | 32    | 16    | 5     | 0     | 0        | 9     | 6     | 0        | --          | .600  | 535   | 126.2    | 123      | 23          | 33       | 2     | 10       | 67       | 1     | 0        | 70    | 60       | 4.26     | 1.23    |
| 1979       | ロッテ     | 30    | 25    | 10    | 1     | 1        | 9     | 11    | 0        | --          | .450  | 763   | 179.2    | 170      | 18          | 57       | 2     | 19       | 87       | 0     | 0        | 89    | 80       | 4.01     | 1.26    |
| 1980       | ロッテ     | 29    | 27    | 17    | 5     | 1        | 17    | 8     | 0        | --          | .680  | 853   | 208.2    | 193      | 35          | 49       | 1     | 18       | 94       | 0     | 0        | 85    | 74       | 3.19     | 1.16    |
| 1981       | ロッテ     | 29    | 29    | 8     | 2     | 1        | 13    | 10    | 0        | --          | .565  | 793   | 186.1    | 183      | 25          | 47       | 1     | 18       | 80       | 1     | 0        | 90    | 84       | 4.06     | 1.23    |
| 1982       | ロッテ     | 27    | 27    | 12    | 1     | 2        | 9     | 14    | 0        | --          | .391  | 765   | 178.1    | 194      | 25          | 46       | 3     | 11       | 102      | 0     | 0        | 97    | 87       | 4.39     | 1.35    |
| 1983       | ロッテ     | 28    | 23    | 8     | 1     | 0        | 5     | 13    | 0        | --          | .278  | 631   | 144.0    | 162      | 25          | 41       | 4     | 13       | 57       | 0     | 0        | 89    | 81       | 5.06     | 1.41    |
| 1984       | ロッテ     | 29    | 29    | 13    | 2     | 3        | 13    | 11    | 0        | --          | .542  | 886   | 213.2    | 202      | 31          | 61       | 2     | 13       | 113      | 1     | 2        | 98    | 88       | 3.71     | 1.23    |
| 1985       | ロッテ     | 30    | 30    | 9     | 1     | 1        | 12    | 13    | 0        | --          | .480  | 852   | 198.0    | 218      | 35          | 44       | 3     | 12       | 103      | 0     | 1        | 116   | 95       | 4.32     | 1.32    |
| 1986       | ロッテ     | 25    | 24    | 5     | 1     | 0        | 10    | 12    | 0        | --          | .455  | 615   | 142.2    | 162      | 20          | 29       | 2     | 13       | 68       | 0     | 0        | 86    | 79       | 4.98     | 1.34    |
| 1987       | ロッテ     | 18    | 18    | 4     | 1     | 0        | 7     | 7     | 0        | --          | .500  | 459   | 109.2    | 112      | 11          | 23       | 2     | 5        | 52       | 0     | 1        | 43    | 39       | 3.20     | 1.23    |
| 1988       | ロッテ     | 31    | 3     | 0     | 0     | 0        | 1     | 1     | 0        | --          | .500  | 157   | 37.2     | 40       | 3           | 9        | 4     | 4        | 18       | 0     | 1        | 19    | 17       | 4.06     | 1.30    |
| 通算：12年 | 通算：12年 | 334   | 259   | 91    | 15    | 9        | 110   | 108   | 1        | --          | .505  | 7695  | 1816.1   | 1859     | 262         | 457      | 28    | 142      | 890      | 3     | 5        | 927   | 827      | 4.10     | 1.28    |

- 各年度の太字はリーグ最高

### 記録
初記録
- 初登板・初先発・初勝利：1977年4月7日、対クラウンライターライオンズ前期2回戦（平和台野球場）、8回1/3を2失点
- 初奪三振：同上、5回裏に土井正博から
- 初セーブ：1977年4月22日、対阪急ブレーブス前期1回戦（阪急西宮球場）、8回裏1死に2番手として救援登板・完了、1回2/3を1失点
- 初完投：1978年6月17日、対阪急ブレーブス前期8回戦（川崎球場）、9回9失点で敗戦投手
- 初完投勝利：1978年8月15日、対日本ハムファイターズ後期7回戦（川崎球場）、9回1失点
- 初完封勝利：1979年9月11日、対日本ハムファイターズ後期9回戦（川崎球場）

節目の記録
- 1000投球回：1983年5月4日、対阪急ブレーブス4回戦（川崎球場）、4回表3死目に達成
- 1500投球回：1985年10月1日、対日本ハムファイターズ19回戦（後楽園球場）、6回裏1死目に達成
- 100勝：1986年9月18日、対近鉄バファローズ23回戦（川崎球場）、先発登板で7回2/3を2失点

その他の記録
- 1イニング4被本塁打：1983年6月28日、対西武ライオンズ14回戦（西武ライオンズ球場）、3回裏に立花義家・スティーブ・オンティベロス・田淵幸一・大田卓司から
- オールスターゲーム出場：1回 （1980年）

### 背番号
- 20（1977年 - 1988年）
- 74（1989年 - 1991年）
- 82（1992年 - 1993年）
- 73（1994年 - 1995年）
- 84（2001年 - 2002年）